# Onagrodes oosyndica
Onagrodes oosyndica là một loài bướm đêm trong họ Geometridae.